# 1743 en droit
Cet article présente les faits marquants de l'année 1743 en droit.

## Événements
- Enseignement obligatoire du catéchisme dans toutes les écoles russes.

- 22 mars : le nouveau Gin Act reçoit la sanction royale au Royaume-Uni[1]. De fortes taxes frappent les alcools en Grande-Bretagne, contribuant à restreindre la consommation et à combattre l’alcoolisme largement répandu.

- 18 août (7 août du calendrier julien) : traité d'Åbo (Turku) entre la Russie et la Suède. La Carélie est annexée par les Russes. Adolphe-Frédéric, fils du duc de Holstein-Gottorp est imposé comme héritier par l’impératrice de Russie Élisabeth Petrovna. Fin de la Guerre Russo-Suédoise de 1741-1743[2].

- 13 septembre : traité de Worms entre l’Autriche, la Grande-Bretagne, la Saxe, le Hanovre et le Piémont qui se donnent pour but la prise de l’Alsace, la Lorraine et des Trois-Évêchés à la France[3].

- 25 octobre : traité de Fontainebleau. Renouvellement du Pacte de famille entre les Bourbons[3].

- 11 novembre : traité entre Van Imhoff et le roi de Mataran Paku Buwono II[4]. Les Hollandais prennent le contrôle de L'île de Java.

- 20 décembre : traité de Vienne entre l'Autriche et la Saxe[3].

## Publications
- François Richer d'Aube, Essai sur les principes du droit et de la morale, Paris, B. Brunet.

## Décès
- 16 avril : Cornelius van Bynkershoek, jurisconsulte néerlandais, spécialiste de droit romain, de droit maritime et de droit diplomatique (° 26 mai 1673).